# Daniela Kühn
Daniela Kühn (* 1973) ist eine deutsche Mathematikerin. Sie befasst sich besonders mit Graphentheorie und extremaler Kombinatorik.

## Leben
Kühn studierte Mathematik in Chemnitz (Diplom 1998) und Cambridge (Certificate of Advanced Studies in Mathematics 1997 in den Tripos). 2001 wurde sie an der Universität Hamburg bei Reinhard Diestel promoviert (Cycles, Minors and Trees), war als Post-Doktorandin in Hamburg und  an der FU Berlin und  habilitierte sich 2003 in Hamburg. 2004 wurde sie Lecturer und 2010 Senior Lecturer und Mason Professor für Mathematik an der University of Birmingham.
2011 bewies sie mit Deryk Osthus und Richard Mycroft die Vermutung von Sumner über Turniergraphen (Jeder Turniergraph von 2n-2 Knoten enthält jeden beliebigen orientierten Graphen mit n Knoten).
2003 erhielt sie mit Deryk Osthus den European Prize in Combinatorics für viele Resultate in der zentralen Sparte der Graphentheorie, die sich mit Graphen-Minoren und zufälligen Strukturen befasst, speziell in Verbindung mit Hadwigers Vermutung. 2014 erhielten Kühn und Osthus den Whitehead-Preis. 2002 erhielt sie für ihre Dissertation den Richard-Rado-Preis der DMV. Für 2021 wurde Kühn gemeinsam mit anderen Autoren ein Fulkerson-Preis der American Mathematical Society zugesprochen. 2024 wurde sie zum Mitglied der Royal Society gewählt.
2014 war sie Eingeladene Sprecherin auf dem Internationalen Mathematikerkongress in Seoul (Hamilton cycles in graphs and hypergraphs: an extremal perspective, mit Deryk Osthus).

## Schriften
- mit Richard Mycroft, Deryk Osthus: An approximate version of Sumner's universal tournament conjecture, Journal of Combinatorial Theory, Series B, Band  101, 2011, S. 415–447
- mit Richard Mycroft, Deryk Osthus: A proof of Sumner's universal tournament conjecture for large tournaments, Proceedings of the London Mathematical Society, Third Series, Band  102, 2011, S. 731–766, Arxiv